# Argyreia daltonii
Argyreia daltonii är en vindeväxtart som beskrevs av Charles Baron Clarke. Argyreia daltonii ingår i släktet Argyreia och familjen vindeväxter. Inga underarter finns listade i Catalogue of Life.